# Balleri, Malur
Balleri là một làng thuộc tehsil Malur, huyện Kolar, bang Karnataka, Ấn Độ.